# Luise von Haugwitz
Karoline Albertine Eleonore Luise (Louise) von Haugwitz, geborene von Rohr (* 5. Juni 1782 in Daber; † 16. Februar 1855 in Groß Tworsimirke, Landkreis Militsch, Provinz Schlesien) war eine deutsche Schriftstellerin. Sie veröffentlichte auch unter dem Pseudonym Arminia.

## Leben
Sie entstammte dem Adelsgeschlecht von Rohr und war die Tochter des Hauptmanns Otto Friedrich von Rohr in Daber bei Stettin. Das Damen Conversations Lexikon berichtet, sie habe an ihrem ländlichen Wohnort nur eine unvollkommene Erziehung erhalten, aber „ihre eifrige Lernbegierde wurde durch die Überzeugung, sich selbst überlassen zu sein, und deshalb, was sie lernte, ganz sich selbst zu verdanken, nur mehr angeregt und gesteigert“. Nachdem sie sich mit der gleichaltrigen Friederike Adelung angefreundet hatte, arbeiteten beide zusammen an dem Roman Nanny und Adelinde, oder die Macht der Sympathie (veröffentlicht 1808).
Im Jahr 1804 heiratete sie Karl von Haugwitz, Forstrat zu Tworsimirke, der ebenfalls als Schriftsteller tätig war. Die Eheleute lebten im Schloss Brauchitschdorf in Brauchischdorf. Die Eindrücke, die das unweit gelegene Riesengebirge auf sie machte, schlugen sich in ihren Werken nieder. Sie schrieb mehrere belletristische Werke, die sie teils unter dem Pseudonym Arminia veröffentlichte.

## Werke
- Nanny und Adelinde, oder die Macht der Sympathie. Breslau 1802.
- Waldblumen, in Thannenhains Thälern gesammelt. Breslau 1809.
- Bergblumen, gepflückt in den Trümmern des Kynasts. Breslau 1812.
- Der Veilchenkranz. Breslau 1815.
- Der goldne Schleier, oder Irmgard und Hugo. Eine Sage aus dem Riesengebirge Hirschberg 1821.
- Weltsinn und Gemüth. Liegnitz 1823.
- Die Stiefmutter, oder Edwin und Theodora.Leipzig 1826.
- Das Dreiblatt. 1827.
- Das zweite Dreiblatt. 1831.
- Das dritte Kleeblatt oder Pommersche Geschichten. 1832.
- Die Liebe nach der Hochzeit, oder Edmund und Bertha. Eine Erzählung nach zwölf aufgegebenen Worten. 1834.